# Hades II
Hades II est un jeu vidéo indépendant roguelike d'action-RPG développé et publié par le studio américain Supergiant Games. Il est rendu disponible en accès anticipé le 6 mai 2024 sur Microsoft Windows. Il fait suite à Hades, sorti en 2020.
Fondé sur la mythologie grecque, le jeu met en scène Mélinoé, princesse des Enfers et sœur de Zagreus, le protagoniste du premier jeu. Elle a pour objectif de vaincre Chronos, Titan du temps, avec l'aide des autres divinités olympiennes.

## Développement
Développé à partir de début 2021 par Supergiant Games, Hades II est annoncé aux Game Awards 2022. Un test technique permettant à certains joueurs d'essayer une partie du jeu a lieu en avril 2024. 
Le jeu sort en accès anticipé sur Microsoft Windows le 6 mai 2024. Une première grande mise à jour en octobre 2024 nommée Olympic Update ("mise à jour olympique" en français) étend largement le contenu disponible, une autre d'ampleur similaire est prévue pour début 2025.
Comme le premier jeu, la bande-son est composée par Darren Korb tandis que Jen Zee est directrice artistique du titre.

## Accueil

### Récompenses
Hades II est nommé pour la récompense du jeu le plus attendu aux Game Awards 2023, mais ne l'obtient pas au profit de Final Fantasy VII Rebirth.